# ウィリアムズ・FW22
ウィリアムズ・FW22 (Williams FW22) は、ウィリアムズF1が2000年のF1世界選手権参戦用に開発したフォーミュラカー。デザイナーはパトリック・ヘッド、ギャビン・フィッシャー、ジェフ・ウィリス。

## FW22

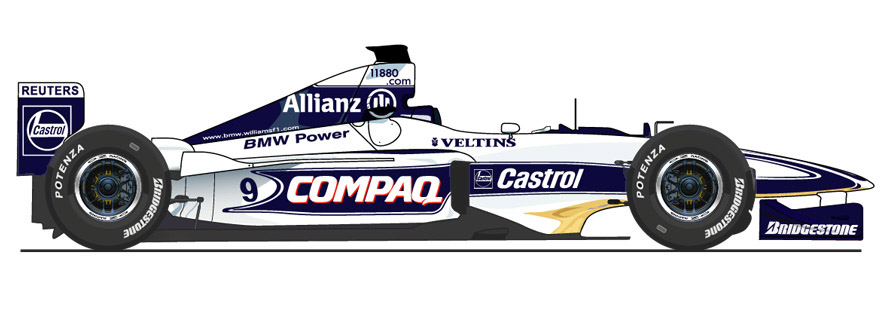

ルノーエンジンとの提携（1989年〜1997年）に続いて、ウィリアムズはBMWとこの年からの長期契約を結び、マシンにBMW製V型10気筒エンジンを搭載することになった。このF1での提携の前にもウィリアムズとBMWはスポーツプロトタイプのBMW V12 LMを共同開発し、1999年のル・マン24時間レースで総合優勝するという実績を持っていた。BMWと縁の深い元F1ドライバーのゲルハルト・ベルガーが両者の仲介役としてF1の現場に復帰した。ジョイント初年度ということでシャーシ・エンジンともに信頼性が重視され、FW22はコンサバティブに仕上げられた。
シーズン中に空力面でのモデファイも重ねられ、モナコGPよりサイドポンツーン上にミニウィングを装着。このパーツはダウンフォース発生以外にリアタイヤ付近の整流効果も兼ねており、ダウンフォースの重要度が低い高速コースでも使用されるようになった。また、マクラーレンが開発し実戦投入した煙突型の排熱ダクト（チムニーダクト）をコピーし導入した。
マシンカラーはBMWワークスに合わせた白と紺を基調とし、スポンサーロゴもカラースキームに統一する配慮をみせた。

## 2000年シーズン
ドライバーはチーム在籍2年目のラルフ・シューマッハと、F1ルーキーのジェンソン・バトン。シューマッハはシーズンで3回の表彰台(いずれも3位)を獲得、バトンも新人らしからぬ安定感で6度の入賞(最高位は4位)を果たし、FW22はコンストラクターズ・ランキング3位を獲得した。

## スペック

### シャーシ
- シャーシ名 FW22
- タイヤ ブリヂストン
- ギアボックス 7速＋リバース1速セミオートマチック

### エンジン
- エンジン名 BMW E41
- 気筒数・角度 V型10気筒・72度
- 排気量 2,998cc
- 燃料・潤滑油 ペトロブラス

## 記録
| 年   | No. | ドライバー   | 1   | 2   | 3   | 4   | 5   | 6   | 7   | 8   | 9   | 10  | 11  | 12  | 13  | 14  | 15  | 16  | 17  | ポイント | ランキング |
| 年   | No. | ドライバー   | AUS | BRA | SMR | GBR | EUR | ESP | MON | CAN | FRA | AUT | GER | HUN | BEL | ITA | USA | JPN | MAL | ポイント | ランキング |
| ---- | --- | ------------ | --- | --- | --- | --- | --- | --- | --- | --- | --- | --- | --- | --- | --- | --- | --- | --- | --- | -------- | ---------- |
| 2000 | 9   | シューマッハ | 3   | 5   | Ret | 4   | 4   | Ret | Ret | 14  | 5   | Ret | 7   | 5   | 3   | 3   | Ret | Ret | Ret | 36       | 3位        |
| 2000 | 10  | バトン       | Ret | 6   | Ret | 5   | 17  | 10  | Ret | 11  | 8   | 5   | 4   | 9   | 5   | Ret | Ret | 5   | Ret | 36       | 3位        |

- 太字はポールポジション、斜字はファステストラップ。(key)